# Форбант (Аргос)
Вижте пояснителната страница за други значения на Форбант.
Форбант (на старогръцки: Φόρβας, Phorbas) в гръцката митология е цар на Аргос.
Според Павзаний той е син на Аргос и брат на Тирин. Според други източници той е син или брат на Криас (син на Аргос) и Мелантомики и го наследява на трона. След него на трона идва неговият син Триоп.
Той е идентифициран и с легендата за Форбант, син на Лапит, царят на Лапитите. Според други източници той е син на тракийския речен бог Стримон и Евтерпа или Калиопа.